# روجر ديكنز
روجر ديكنز (بالإنجليزية: Roger Deakins)‏ (و. 1949 – م) هو مصور سينمائي من المملكة المتحدة .
وهو عضو في British Society of Cinematographers .

## جوائز وترشيحات
حصل على جوائز منها:
- قائد وسام الامبراطورية البريطانية.

ترشح لـ:
- جائزة الأوسكار لأفضل تصوير سينمائي، عن عمل: الخلاص من شاوشانك
- جائزة الأوسكار لأفضل تصوير سينمائي، عن عمل: عزم حقيقي
- جائزة الأوسكار لأفضل تصوير سينمائي، عن عمل: القارئ
- جائزة الأوسكار لأفضل تصوير سينمائي، عن عمل: سكايفال
- جائزة الأوسكار لأفضل تصوير سينمائي، عن عمل: سجناء
- جائزة الأوسكار لأفضل تصوير سينمائي، عن عمل: غير مكسور
- جائزة الأوسكار لأفضل تصوير سينمائي، عن عمل: لا بلد للعجائز
- جائزة الأوسكار لأفضل تصوير سينمائي، عن عمل: The Man Who Wasn't There
- جائزة الأوسكار لأفضل تصوير سينمائي، عن عمل: فارغو
- جائزة الأوسكار لأفضل تصوير سينمائي، عن عمل: اغتيال جيسي جيمس من قبل الجبان روبرت فورد
- جائزة الأوسكار لأفضل تصوير سينمائي، عن عمل: Kundun
- جائزة الأوسكار لأفضل تصوير سينمائي، عن عمل: O Brother, Where Art Thou?
- جائزة الأوسكار لأفضل تصوير سينمائي، عن عمل: سكاريو.
- جائزة الأوسكار لأفضل تصوير سينمائي، عن عمل: بليد رانر 2049 و فاز بها
- جائزة الأوسكار لأفضل تصوير سينمائي، عن عمل: 1917 وفاز بها.[4]

## روابط خارجية
- روجر ديكنز على موقع IMDb (الإنجليزية)
- روجر ديكنز على موقع قاعدة بيانات الأفلام العربية
- روجر ديكنز على موقع قاعدة بيانات الأفلام العربية
- روجر ديكنز على موقع ألو سيني (الفرنسية)
- روجر ديكنز على موقع أول موفي (الإنجليزية)
- روجر ديكنز على موقع بوكس أوفيس موجو (الإنجليزية)
- روجر ديكنز على موقع قاعدة بيانات الأفلام السويدية (السويدية)
- روجر ديكنز على موقع قاعدة بيانات الفيلم (الإنجليزية)
- روجر ديكنز على موقع كينوبويسك (الروسية)